# Volcà de Can Tià
El Volcà de Can Tià és un antic volcà situat als municipis de Sant Aniol de Finestres i de Sant Feliu de Pallerols, a la comarca catalana de la Garrotxa.